# ディーター・イルグ
ディーター・イルグ（Dieter Ilg、1961年9月30日 - ）は、ドイツのジャズ・ダブルベース奏者である。オッフェンブルク生まれ。
1980年代初頭にキャリアの早い段階でジョー・ヴィエラと活動し、続いてランディ・ブレッカー、WDRビッグ・バンド、ベニー・ウォレス、アルベルト・マンゲルスドルフ、ウォルフガング・ダウナー、チャーリー・マリアーノ、マーク・コープランド、ジェフ・ハーシュフィールド、ウォルフガング・ムースピールなどと活動してきた。彼はロックスクール・フライブルクやフライブルク音楽大学で教鞭をとっている。

## ディスコグラフィ

### リーダー・アルバム
- Ilg/Schroder/Haffner (1989年、Mood) ※with ジョン・シュローダー、ウォルフガング・ハフナー
- Summerhill (1991年、Lipstick) ※with マイク・スターン、ボブ・バーグ、ランディ・ブレッカー、ジム・ビアード、ピーター・アースキン
- Fieldwork (1998年、Jazzline)
- Live (2001年、Fullfat)
- Bass (2008年、Fullfat)
- Otello (2010年、Fullfat)
- Otello Live at Schloss Elmau (2011年、ACT)
- Parsifal (2013年、ACT)
- Mein Beethoven (2015年、ACT)
- B-A-C-H (2017年、ACT)
- Nightfall (2018年、Masterworks) ※with ティル・ブレナー
- 『デディケイション』 - Dedication (2022年、ACT)
- 『ラヴェル』 - Ravel (2022年、ACT)
- Motherland (2025年、Jazzline)

### 連名アルバム
with マーク・コープランド
- 『トラックス』 - Tracks (1992年、Bellaphon)
- Two Way Street (1993年、Jazzline)
- What's Goin' On (1994年、Jazzline)

with チャーリー・マリアーノ
- A La Carte (2009年、Fullfat)
- Due (2009年、Fullfat)
- Goodbye Pork Pie Hat (2009年、Sommelier Du Son)